# 1982年1月25日日食
1982年1月25日日食是一次日偏食，發生於1982年1月25日（西半球大多為1月24日）。新月當天（即朔日），地球上觀測到月球和太阳的角距離極小，此時月球如果恰好在月球交點附近，穿過太阳和地球之間，與地球、太阳接近一直線，則會出現日食。由於月球偏北或偏南，本影及偽本影從地球以北或以南經過而未接觸地表，只有半影覆蓋了地球北端或南端部分區域，形成日偏食。此次日偏食月球偏南，出現在南极洲絕大部分及新西兰中南部。
通常每年有2次日食，而1982年共有4次，全都是日偏食。本次日食是其中第一次。

## 日食概況

### 出現區域
本次日偏食可在南极洲除南極半島北部外的絕大部分，以及新西兰中南部看到。其中國際日期變更線以西的新西兰部分在1月25日看到日食，而南极洲無確定时区，或在1月25日，或在1月24日，部分處於極晝的地區日食從1月24日深夜持續到1月25日凌晨。

### 基本參數
- 類型：日偏食
- 食分最大處（位於南极洲彼得一世島西南約60公里的洋面）資料：
  - 時間：1982年1月25日4:42:01
  - 地點：69°18′S 91°42′W / 69.3°S 91.7°W
  - 食分：0.5663（日食帶內最大）[3]

## 相關的日食

### 1979-1982年的日食
月球交替位於相對的月球交點時，以半個交點年（食年），即約177天又4小時間隔出現下列日食。
| 降交點                                                          | 降交點                   |          | 升交點                   | 升交點 |
| 沙羅周期                                                        | 地圖                     | 沙羅周期 | 地圖                     |        |
| 120                                                             | 1979年2月26日 全食       | 125      | 1979年8月22日 環食       |        |
| 130                                                             | 1980年2月16日 全食       | 135      | 1980年8月10日 環食       |        |
| 140                                                             | 1981年2月4日 環食        | 145      | 1981年7月31日 全食       |        |
| 150                                                             | 1982年1月25日 偏食（南） | 155      | 1982年7月20日 偏食（北） |        |
| 註：1982年6月21日和1982年12月15日的日偏食屬於下一組交點年系列。 |                          |          |                          |        |

### 沙羅周期
沙羅周期長度為18年11天。本次日食屬於沙羅序列150，共包含71次日食，依次為1729年8月24日至2108年4月11日的22次日偏食、2126年4月22日至2829年6月22日的40次日環食、2847年7月3日至2991年9月29日的9次日偏食，總共歷時1262.11年。本序列無日全食。
下表列舉了1901年至2100年間發生的屬於該序列的日食，是第11至21次：
| 11             | 12             | 13           |
| -------------- | -------------- | ------------ |
| 1909年12月12日 | 1927年12月24日 | 1946年1月3日 |
| 14             | 15             | 16           |
| 1964年1月14日  | 1982年1月25日  | 2000年2月5日 |
| 17             | 18             | 19           |
| 2018年2月15日  | 2036年2月27日  | 2054年3月9日 |
| 20             | 21             |              |
| 2072年3月19日  | 2090年3月31日  |              |

## 資料來源
1. ↑  樊忠玉. . 中国天文科普网.   [2016-02-21]. （原始内容存档于2014-09-17）.
2. ↑  Fred Espenak. . NASA Eclipse Web Site.   [2016-02-21]. （原始内容存档于2020-10-28）.（英文）
3. ↑  Fred Espenak. . NASA Eclipse Web Site.   [2016-02-21]. （原始内容存档于2020-10-22）.（英文）
4. ↑  Fred Espenak. . NASA Eclipse Web Site.（英文）

## 外部連結
- NASA日食專頁（页面存档备份，存于）（英文）
- 可見區域圖和時間統計：由弗雷德·埃斯佩納克做出的日食預報，NASA/GSFC
  - 貝塞爾元素

| \| \| 日食 \|                             |                              |                                           |
| 上一次日食： 1981年7月31日日食 （日全食） | 1982年1月25日日食 （日偏食） | 下一次日食： 1982年6月21日日食 （日偏食） |
| 上一次日偏食： 1978年10月2日日食          | 1982年1月25日日食 （日偏食） | 下一次日偏食： 1982年6月21日日食          |
|                                           | 日食                         |                                           |